# كايم (أنغلزي)
كايم (بالإنجليزية: Caim, Penmon)‏ هي منطقة سكنية تقع في ويلز في أنغلزي.